# Nea Salamina Famagusta
Nea Salamis Famagusta o Nea Salamina Famagusta (en griego: Νέα Σαλαμίνα Αμμοχώστου) es un club deportivo chipriota con sede en Ammochostos (también conocido por su nombre romanizado: Famagusta), Chipre. El club debe su nombre a la antigua ciudad de Chipre, Salamina o Salamis, que se encontraba cerca de la Famagusta moderna. Hoy en día, el club mantiene los departamentos de fútbol y voleibol masculino. Anteriormente también operaba un departamentos de fútbol femenino, así como de atletismo, deportes acuáticos y tenis de mesa.
El club fue fundado el 7 de marzo de 1948 con el fin de evitar los conflictos políticos de la época. Los otros clubes de atletismo de Famagusta, Evagoras Gymnastic Association GSE (griego: Γυμναστικός Σύλλογος Ευαγόρας) y Anorthosis Famagusta impusieron restricciones a los atletas de izquierda. En mayo de 1948, los atletas del Nea Salamina se negaron a firmar una declaración de "conciencia nacionalista", y la Asociación Atlética Amateur Helénica (SEGAS), prohibió que los atletas del Nea Salamina entren en el estadio GSE.
Este club y otros clubes de nueva creación de la misma clase fundaron la Federación Amateur de Fútbol de Chipre (CAFF), que organizó campeonatos y copas junto a la Asociación de Fútbol de Chipre (CFA). Finalmente, las dos federaciones se unieron en 1953 y Nea Salamina se convirtió en un miembro del CFA. Desde 1974, con la ocupación turca de la parte norte de la isla, el Nea Salamina ha sido un equipo "refugiado" y ha tenido su base temporalmente en Larnaca desde entonces.
El departamento de fútbol de hombres es el más antiguo de los departamentos del club, fundado en 1948. El mayor momento del Nea Salamina fue cuando ganó la Copa de Chipre y la Supercopa de Chipre en 1990. El equipo de fútbol está ubicado actualmente en el Estadio Ammochostos en Larnaca. Desde 2006 hasta 2010 el club tenía un departamento de fútbol de mujeres.
El equipo de voleibol masculino es uno de los más importantes de Chipre. El equipo organizó torneos de voleibol con gran participación en Famagusta desde 1954 a 1975 y, finalmente, decidió crear una sección de voleibol en Limassol. El equipo ganó 9 campeonatos, 8 copas y 8 supercopas con seis campeonatos consecutivos y copas desde 1998 hasta 2003. El estadio del equipo es el Centro Atlético Spyros Kyprianou, que se encuentra en Limassol. De 1978 a 1985, el club tuvo un equipo de voleibol femenino.